# Tre notti violente
Tre notti violente è un film di coproduzione italiana e spagnola del 1966 diretto da Nick Nostro.

## Trama
Il giornalista Walter Bonelli viene licenziato dal giornale e lasciato dalla fidanzata Lisa, che è in procinto di sposarsi con un chirurgo, Guido Fassi. Durante un ricevimento, Bonelli rivede una sua vecchia amica, Cristina Romanelli, rientrata dagli Stati Uniti e da Hollywood. Il mattino seguente, mentre Walter rientra a casa, assiste attonito al rapimento di una giovane ragazza, trascinata su un'auto, e la portiera gli conferma che era Lisa, la sua ex fidanzata, la quale lo cercava per consegnargli qualcosa. Recatosi da Fassi, ha da lui la conferma che il matrimonio è andato a monte poiché il loro rapporto era finito da tempo, e incontra anche Giulio, fratello di Lisa, troppo abulico e scapestrato per andare fino in fondo alla situazione creatasi.
Seguendo una ragazza bionda, Flora, l'uomo risale dapprima al proprietario dell'auto, Johnny Lo Vecchio, gangster e contrabbandiere, e ad Edward Gardiello, un malvivente espulso dagli Stati Uniti che si è creato una seconda vita da uomo rispettabile in una villa isolata in periferia. Quando il cadavere di Lisa viene scoperto da una vedetta in mare aperto, del caso si interessano anche i finanzieri, che intimano a Walter di ritrovare e consegnare un pacchetto misterioso che lei aveva il giorno del rapimento, per non essere accusato egli stesso di omicidio...

## Distribuzione
Il film ebbe il visto di censura n. 47.226 del 24 giugno 1966 per una lunghezza di 2.619 metri. In Spagna venne proiettato col titolo 3 noches violentas e in Francia con il titolo Trois nuits de violence.

## Colonna sonora
Nella colonna sonora è presente la canzone Barcarolo romano, cantata da Gabriella Ferri, che compare brevemente all'inizio del film.